# Andrzej Rybka
Andrzej Rybka (ur. 1980, zm. 6 listopada 2020) – polski żużlowiec.
Jego trenerem był Janusz Stachyra. W 1996 zdał licencję żużlową i w latach 1997–1999 bronił barw ówczesnego Van Pur Rzeszów (Stal Rzeszów) z którym w 1998 zdobył brązowy medal drużynowych mistrzostw Polski. W sezonie 1997 startował także w ŻKS-ie Krosno, będącym zespołem rezerw rzeszowskiej Stali. Po sezonie 1999 zakończył karierę zawodniczą.
Zginął 6 listopada 2020 w wyniku wypadku drogowego, kiedy jako pieszy został potrącony przez samochód w Nowym Borku.